# Dicranaceae
Dicranaceae er en familie af mosser. Seks af de omkring 41 slægter findes i Danmark. De fleste af disse slægter findes kun uden for Europa.
Medlemmerne af denne familie er akrokarpe mosser, der vokser i tuer. Bladene er smalt lancetformede med celler, der forneden i bladet er rektangulære og foroven er kvadratiske eller rundagtige.

## Danske slægter
- Anisothecium
- Dicranella
- Dicranum
- Orthodicranum
- Paraleucobryum
- Pseudephemerum

Paraleucobryum var tidligere i familien Leucobryaceae.
En del slægter har tidligere været henført til Dicranaceae:
- Trematodon er nu i familien Bruchiaceae
- Campylopus er nu i familien Leucobryaceae
- Amphidium, Cynodontium, Dichodontium, Dicranoweisia, Oreoweisia og Rhabdoweisia er nu i familien Rhabdoweisiaceae.